# Котленска овца
Котленска овца е българска порода овце с предназначение добив на вълна, мляко и месо.

## Разпространение
Породата е разпространена в стопанства в селища, намиращи се в Стара планина, разположени около град Котел. Името ѝ произлиза от град Котел, в района на който е създадена чрез народна селекция.
Към 2008 г. броят на представителите на породата е бил 910 индивида.
Рисков статус – застрашена от изчезване.

## Описание
Овцете са дребни на ръст с приземно тяло. Главата е сравнително малка, нежна с прав профил и слабо зарунена. Тялото е добре зарунено. Опашката е дълга и достига до скакателните стави. Краката са тънки и здрави, а копитата са много здрави и подходящи за планински терен.
Руното е предимно полуотворено и пигментирано. Цветът е сиво-кафяв до черен. Вълната е груба.
Овцете са с тегло 31 – 32 kg, а кочовете 35 – 45 kg. Средният настриг на вълна е 1,8 – 2 kg при овцете и 3 – 3,5 kg при кочовете. Плодовитостта е в рамките на 100 – 120%. Средната млечност за доен период е 30 – 40 l.